# Johann Bösewiel
Johann Hinrich Bösewiel, eigentlich Böseviel, (* vor 1723; † Dezember 1755 in Uetersen) war ein deutscher Autor und Amtsvogt der Vogtei Uetersen.

## Leben
Bösewiel war eine Person von mächtiger Statur und großem Einfluss und bewohnte einen großen Hof im Katzhagen. Er stand im Dienste der Pinneberger Landdrosten und war der Nachfolger des „allerhöchstbestellten“ Amtsvogts Burchardi und übernahm 1723 die Amtsvogtei Uetersen. Die Amtsvogtei Uetersen grenzte an die Grafschaft Rantzau und die Adligen Güter Haselau, Haseldorf und Seestermühe. Sie umfasste drei Kirchspiele (Elmshorn, Seester und Uetersen), sowie 15 Dörfer unter anderen: Groß Nordende, Heidgraben, Moorrege, Lohe, Seester und die heutigen Elmshorner Stadtteile Vormstegen und Heinholz.
Bösewiel verfasste 1735 für die Holsteinische Landesregierung in Glückstadt sein Werk: Beschreibung der Kloster- sowie Amtsvogtey Uetersen etc. in welchem Zustand sich selbige befindet, in welcher Beschaffenheit sie sind und welche Producution darin vorhanden, das sich heute im Schleswig-Holsteinischen Landesarchiv befindet.
Amtsvogt Böselwiel war eng befreundet mit dem Klostersyndikus Jürgen Grube und dem Klosterpropst, Benedikt von Ahlefeldt. Er war ein „tatkräftiger Mann“, dem Uetersen und Umgebung viel zu verdanken hatte. Bösewiel war Mitglied der Sachverständigen-Kommission, die im Jahre 1731 im Rechtsstreit des Mühlenmeisters Johann Hinrich Carstens gegen den Uetersener Klosterpropsten Heinrich von Reventlow und den „Ober-Land-Drosten“ Otto Carl von Callenberg (1686–1759), um die Konzessionierung der „Neuen Mühle“ in Groß Nordende, sich für die Sache des Mühlenmeisters Carstens einsetzte und beim königlichen Rentamt in Kopenhagen die Mühlenkonzession am 7. September 1731 erwirkte. Danach wurde der Amtsvogt Opfer der Denunziation und einer Rufmordkampagne. Bösewiel wurde unter Hausarrest gestellt und sein Vermögen beschlagnahmt. Im Jahre 1746 wurden bei einer vorgenommenen Revision Unstimmigkeiten in den Abrechnungen des Amtsvogts festgestellt. Am 20. Februar 1748 wurde der Vorfall dem Rentamt in Kopenhagen gemeldet und es folgte ein Antwortschreiben vom März 1748 vom Rentamt in Kopenhagen an den Pinneberger Landdrost von Perckentin, in dem es die beanstandete Abrechnung Bösewiels mit der Pinneberger Amtskasse ging. Worauf 1749 Bösewiel eine Bittschrift an dem König sandte, in dem er beklagte „daß ihm nach etwa 25 Jahren Dienstzeit auf beschehene Denunziation“ des Amtsverwalters Hennings „,er sei bei der Amtskasse im Rückstand mit etwa 2000 Rtl an Herrengeldern, … sogleich nach Ankunft der Post zwei Cuirassiers ins Haus geleget seien.“ „Heute morgen d. 18. 4. 1749, seien durch den Landnotar und Kanzleisekretär Brandt“ seine „Güter und Effecten inventiert und versiegelt“ worden. Bösewiel bittet dabei weiter den König um Befreiung von „Personal- und Realarest“ sowie um die Frist von zwei Monaten für die Aufstellung der Restantenregister.
Am 15. März 1779 notierte der Landnotar Brandt, er hätte „den Auftrag zur Inventierung und Versiegelung am 14. 3. nicht ausführen können“, da er „wegen starken Frostes keine Voiture“ (Wagen) „hätte bekommen können.“ 
Am 22. April 1751 wurden von Freunden des suspendierten Amtsvogts der Rest seiner vermeintlichen Schulden bei der Amtskasse beglichen. Im Dezember 1755 verstarb Bösewiel und sein Nachlass wurde im Mai 1756 öffentlich versteigert.
Später stelle sich nach jahrelangen Untersuchungen heraus, dass der Verdacht der Untreue gegen Bösewiel unbegründet war und endete 1771 mit einem Vergleich.